# Saltos ornamentais no Campeonato Mundial de Esportes Aquáticos de 2015 - Equipe
A prova de equipe dos saltos ornamentais no Campeonato Mundial de Esportes Aquáticos de 2015 foi realizada no dia 29 de julho em Cazã na Rússia.

## Medalhistas
| Ouro                                         | Prata                                               | Bronze                         |
| Reino Unido · Tom Daley · Rebecca Gallantree | Ucrânia · Oleksandr Horshkovozov · Yulia Prokopchuk | China · Chen Ruolin · Xie Siyi |

## Resultados
Esses foram os resultados da competição.
| Pos.              | Nacionalidade  | Saltadores                              | Pontos |
| ----------------- | -------------- | --------------------------------------- | ------ |
| Medalha de ouro   | Reino Unido    | Tom Daley Rebecca Gallantree            | 434.65 |
| Medalha de prata  | Ucrânia        | Oleksandr Horshkovozov Yulia Prokopchuk | 426.45 |
| Medalha de bronze | China          | Chen Ruolin Xie Siyi                    | 425.40 |
| 4                 | Rússia         | Nadezhda Bazhina Viktor Minibaev        | 418.50 |
| 5                 | França         | Laura Marino Matthieu Rosset            | 417.20 |
| 6                 | México         | Arantxa Chávez Iván García              | 399.40 |
| 7                 | Estados Unidos | David Boudia Jessica Parratto           | 395.40 |
| 8                 | Itália         | Noemi Batki Michele Benedetti           | 377.05 |
| 9                 | Malásia        | Chew Yiwei Loh Loh Zhiayi               | 360.50 |
| 10                | Bielorrússia   | Vadim Kaptur Alena Khamulkina           | 352.00 |
| 11                | Alemanha       | Tina Punzel Martin Wolfram              | 348.95 |
| 12                | Coreia do Sul  | Kim Na-mi Woo Ha-ram                    | 331.95 |
| 13                | Roménia        | Mara Aiacoboae Cătălin Cozma            | 318.95 |
| 14                | Egito          | Maha Abdelsalam Mohab El-Kordy          | 310.60 |